# Distrito de Miahuatlán
El distrito de Miahuatlán es uno de los 30 distritos que conforman al estado mexicano de Oaxaca y uno de los cuatro en que se divide la región sierra sur. Se conforma de 476 localidades repartidas entre 32 municipios.

## Municipios
| Código INEGI | Municipio                        | Cabecera                         |
| ------------ | -------------------------------- | -------------------------------- |
| 059          | Miahuatlán de Porfirio Díaz      | Miahuatlán de Porfirio Díaz      |
| 061          | Monjas                           | Monjas                           |
| 095          | San Andrés Paxtlán               | San Andrés Paxtlán               |
| 126          | San Cristóbal Amatlán            | San Cristóbal Amatlán            |
| 146          | San Francisco Logueche           | San Francisco Logueche           |
| 148          | San Francisco Ozolotepec         | San Francisco Ozolotepec         |
| 154          | San Ildefonso Amatlán            | San Ildefonso Amatlán            |
| 159          | San Jerónimo Coatlán             | San Jerónimo Coatlán             |
| 167          | San José del Peñasco             | San José del Peñasco             |
| 170          | San José Lachiguiri              | San José Lachiguiri              |
| 209          | San Juan Mixtepec -Distrito 26-  | San Juan Mixtepec -Distrito 26-  |
| 211          | San Juan Ozolotepec              | San Juan Ozolotepec              |
| 235          | San Luis Amatlán                 | San Luis Amatlán                 |
| 236          | San Marcial Ozolotepec           | San Marcial Ozolotepec           |
| 254          | San Mateo Río Hondo              | San Mateo Río Hondo              |
| 263          | San Miguel Coatlán               | San Miguel Coatlán               |
| 279          | San Miguel Suchixtepec           | San Miguel Suchixtepec           |
| 289          | San Nicolás                      | San Nicolás                      |
| 291          | San Pablo Coatlán                | San Pablo Coatlán                |
| 319          | San Pedro Mixtepec -Distrito 26- | San Pedro Mixtepec -Distrito 26- |
| 344          | San Sebastián Coatlán            | San Sebastián Coatlán            |
| 347          | San Sebastián Río Hondo          | San Sebastián Río Hondo          |
| 351          | San Simón Almolongas             | San Simón Almolongas             |
| 353          | Santa Ana                        | Santa Ana                        |
| 362          | Santa Catarina Cuixtla           | Santa Catarina Cuixtla           |
| 384          | Santa Cruz Xitla                 | Santa Cruz Xitla                 |
| 391          | Santa Lucía Miahuatlán           | Santa Lucía Miahuatlán           |
| 424          | Santa María Ozolotepec           | Santa María Ozolotepec           |
| 495          | Santiago Xanica                  | Santiago Xanica                  |
| 512          | Santo Domingo Ozolotepec         | Santo Domingo Ozolotepec         |
| 533          | Santo Tomás Tamazulapan          | Santo Tomás Tamazulapan          |
| 538          | Sitio de Xitlapehua              | Sitio de Xitlapehua              |

## Demografía
En el distrito habitan 127 433 personas, que representan el 3.35% de la población del estado. De ellos 35 714 dominan alguna lengua indígena.